# Tom Schreurs

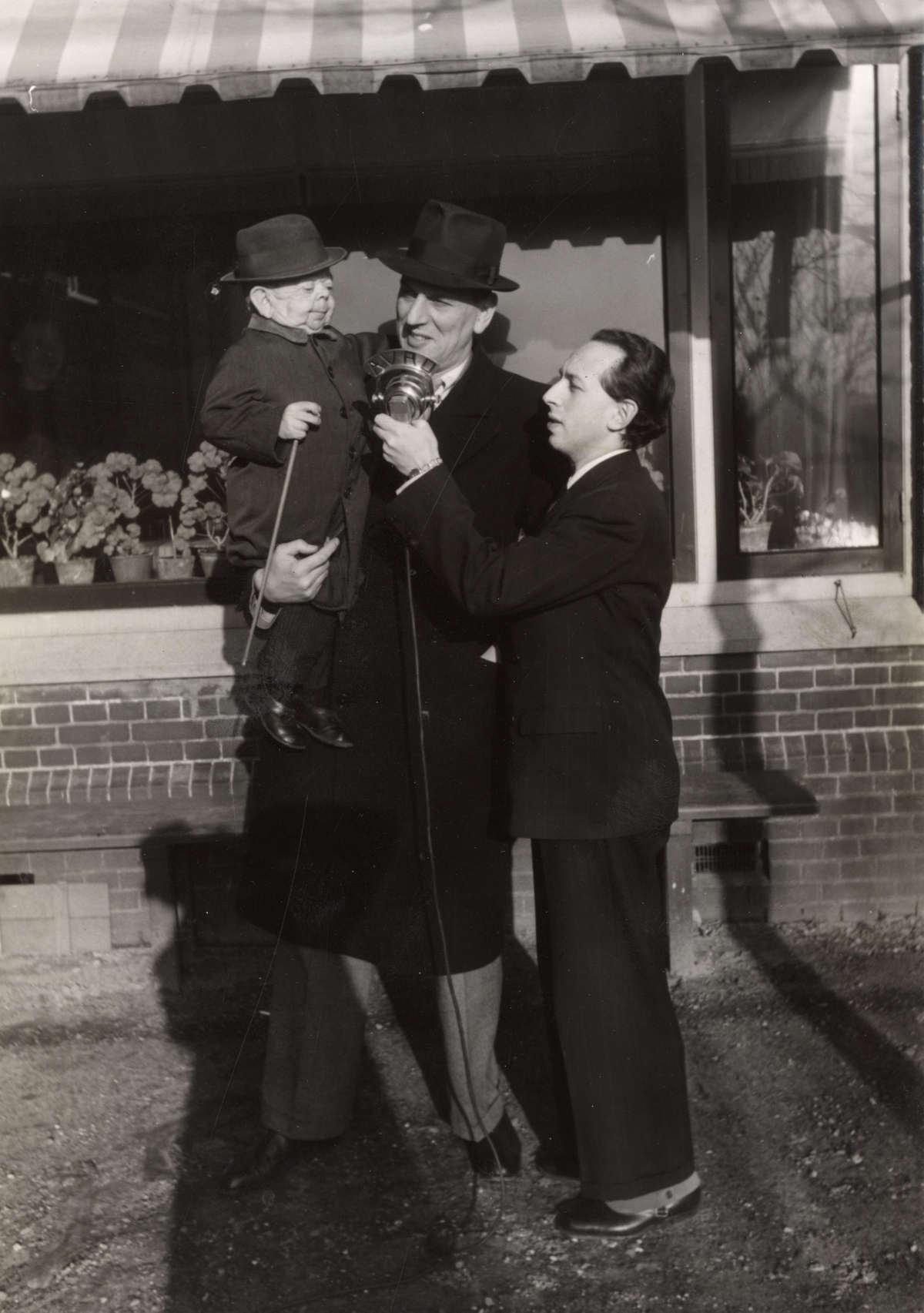
Tom Scheurs (m) en Gustav Czopp (r) met de kleinste man van Nederland, de heer Keizer (98 cm), in 1939.

Cornelis Peter Anton ("Tom") Schreurs (Den Haag, 9 november 1896 - Amsterdam, 28 oktober 1956) was een Nederlands sportjournalist.
Hij was een uitstekend bokser: in 1916 haalde hij de finale van het Nederlands kampioenschap zwaargewicht, die hij overigens verloor. Schreurs begon zijn carrière bij de Haagse gemeentepolitie, waar hij het schopte tot inspecteur. Daarnaast was hij een enthousiast radioamateur. Hij was in 1919 een van de luisteraars van de eerste radio-uitzending in Nederland door Hanso Schotanus à Steringa Idzerda.
In 1927 trad Schreurs in dienst van de Nederlandsche Omroep Vereeniging, die later opging in de AVRO. Aanvankelijk werkte hij als hoorspelacteur, maar een jaar later stond hij mede aan de basis van de radio-sportjournalistiek in Nederland. Schreurs was erbij toen Han Hollander het eerste sportverslag op de radio verzorgde en was later zelf veel te horen als verslaggever. Later werd hij hoofd van de afdeling sport en reportage van de AVRO. 
Op 10 mei 1940 zat Schreurs met technicus Van Nispen in Luxemburg, waar twee dagen later de interland Luxemburg-Nederland gespeeld zou worden. Zij vluchtten via België voor de Duitse troepen en kwamen uiteindelijk op St. Philipsland in Zeeland terecht, waar ze ooggetuige waren van het bombardement op Rotterdam.
Tom Schreurs was het meest bekend als presentator van De Sportrevue, tussen 1946 en 1956. Deze uitzending begon hij steevast met "Beste sportvrienden, goedemiddag." In 1952 werd onder grote belangstelling zijn zilveren radiojubileum gevierd. Schreurs overleed na een slepende ziekte in een verpleeghuis aan de Prinsengracht in Amsterdam. Schreurs werd als chef sport van de AVRO opgevolgd door Dick van Rijn.
Als eerbetoon werden een aantal jaren de Sportman en Sportvrouw van het jaar onderscheiden met de Tom Schreurs-herinneringsbeker. Daarna werd jarenlang zijn naam verbonden aan de Tom Schreurs-prijs voor het Talent van het jaar. Toen de verkiezing van de Sporters van het jaar overging van de AVRO naar de NOS werd de verwijzing naar Schreurs geschrapt.
In de Amsterdamse wijk De Eendracht is een straat naar hem vernoemd.